# Referéndum constitucional de Francia de 1958
Un referéndum constitucional tuvo lugar en Francia el 28 de septiembre de 1958. A los electores se les preguntó si aprobaban una nueva constitución para la Quinta República francesa escrita por Charles de Gaulle. Fue aprobada abrumadoramente, con un 82,6% a favor. La participación electoral fue de 84,9% en la Francia metropolitana y de 79,8% en promedio.

## Resultados
| Elección                | Francia metropolitana | Francia metropolitana | Total      | Total |
| Elección                | Votos                 | %                     | Votos      | %     |
| ----------------------- | --------------------- | --------------------- | ---------- | ----- |
| A favor                 | 17 668 790            | 79,3                  | 31 123 483 | 82,6  |
| En contra               | 4 624 511             | 20,7                  | 6 556 073  | 17,4  |
| Votos en blanco/nulos   | 303 549               | –                     | 418 297    | –     |
| Total                   | 22 596 850            | 100                   | 38 097 853 | 100   |
| Fuente: Nohlen & Stöver |                       |                       |            |       |

El total incluye los departamentos de ultramarː Argelia, Sahara, territorios de ultramar (exceptúa Togolandia francesa, Camerún francés, Nuevas Hébridas francesas y Wallis y Futuna) y los ciudadanos franceses que vivían en el extranjero.

### Por territorio
| Territorio               | Votos a favor | %     | Votos en contra | %     | Votos en blanco/nulos | Votos en total | Electores registrados | Participación electoral |
| ------------------------ | ------------- | ----- | --------------- | ----- | --------------------- | -------------- | --------------------- | ----------------------- |
| Argelia                  | 3 357 763     | 96,59 | 118 631         | 3,41  | 38816                 | 3 515 210      | 4 412 171             | 79,67                   |
| Chad                     | 804 355       | 98,29 | 14042           | 1,71  | 4628                  | 823 015        | 1 243 450             | 66,19                   |
| Comoros                  | 63 899        | 97,33 | 1 756           | 2,67  | 265                   | 65 920         | 71 099                | 92,72                   |
| Côte d'Ivoire            | 1 595 238     | 99,99 | 216             | 0,01  | 1156                  | 1 596 610      | 1 636 533             | 97,56                   |
| Dahomey                  | 418 963       | 97,84 | 9246            | 2,16  | 3 198                 | 431 407        | 775 170               | 55,65                   |
| Polinesia Francesa       | 16 196        | 64,40 | 8 952           | 35,60 | 99                    | 25 247         | 30 950                | 81,57                   |
| Somalia francesa         | 8 662         | 75,24 | 2 851           | 24,76 | 70                    | 11 583         | 15 914                | 72,78                   |
| Sudán francés            | 945 586       | 97,54 | 23 875          | 2,46  | 2 736                 | 972 197        | 2 142 266             | 45,38                   |
| Gabón                    | 190 334       | 92,58 | 15 244          | 7,42  | 3 022                 | 208 600        | 265 161               | 78,67                   |
| Guinea                   | 56 981        | 4,78  | 1 136 324       | 95,22 | 10 570                | 1 203 875      | 1 408 500             | 85,47                   |
| Madagascar               | 1 363 059     | 77,64 | 302 557         | 22,36 | 11 859                | 1 767 475      | 2 154 939             | 82,02                   |
| Mauritania               | 302 018       | 94,04 | 19 126          | 5,96  | 1 307                 | 322 451        | 382 870               | 84,22                   |
| Moyen-Congo              | 339 436       | 99,38 | 2 133           | 0,62  | 781                   | 342 350        | 433 403               | 78,99                   |
| Nueva Caledonia          | 26 085        | 98,12 | 500             | 1,88  | 443                   | 27 028         | 35 163                | 76,86                   |
| Níger                    | 372 383       | 78,43 | 102 395         | 21,57 | 19 175                | 493 953        | 1 320 174             | 37,42                   |
| Sahara                   | 232 113       | 98,60 | 3289            | 1,40  | 910                   | 236 312        | 282 099               | 83,77                   |
| San Pedro y Miquelón     | 2 325         | 98,06 | 46              | 1,94  | 227                   | 2 598          | 2 802                 | 92,72                   |
| Senegal                  | 870 362       | 97,55 | 21 901          | 2,45  | 1 106                 | 893 369        | 1 106 828             | 80,71                   |
| Ubangui-Chari            | 487 033       | 98,77 | 6 089           | 1,23  | 3 553                 | 496 675        | 625 663               | 79,38                   |
| Alto Volta               | 1 415 651     | 99,18 | 11 687          | 0,82  | 3 829                 | 1 431 167      | 1 914 908             | 74,74                   |
| Fuente: Direct Democracy |               |       |                 |       |                       |                |                       |                         |